# Referéndum constitucional de Rodesia del Sur de 1961
Se llevó a cabo un referéndum constitucional en Rodesia del Sur, entonces un territorio constituyente de la Federación de Rodesia y Nyasalandia, el 26 de julio de 1961. La nueva constitución fue aprobada por aproximadamente el 66% de los votantes; la participación electoral fue del 77%.
El referéndum se llevó a cabo utilizando el mismo sufragio que las elecciones a la Asamblea Legislativa, que excluía a la mayoría de los africanos.

## Antecedentes
Después de tres años de negociaciones con el gobierno de Rhodesia del Sur y otros partidos, el gobierno británico presentó un proyecto de constitución el 13 de junio de 1961. Esta constitución establecía un sistema parlamentario, con un parlamento de 65 escaños; el registro de votantes, que anteriormente era común, se dividió en dos registros, el "registro A" y el "registro B", este último con requisitos de calificación más bajos para facilitar la entrada de los votantes en el sistema político. Había 50 circunscripciones en el registro A y 15 distritos más grandes en el registro B, con un complicado mecanismo de "votación cruzada" que permitía a los votantes del registro B influir ligeramente en las elecciones del registro A y viceversa. Este sistema teóricamente no era racial, pero en la práctica el registro A era en su mayoría de raza blanca y el registro B era casi exclusivamente de raza negra.

## Referéndum no oficial del Partido Nacional Democrático
En protesta contra el referéndum oficial, el Partido Nacional Democrático (NDP), un partido nacionalista negro, llevó a cabo su propia encuesta, supuestamente basada en el principio de "un hombre, un voto", el 23 de julio. Esta encuesta se realizó pacíficamente, pero según informes, fue amateur y potencialmente sesgada en su ejecución, lo que generó críticas de funcionarios británicos, nacionalistas rivales y otros observadores debido a su rechazo virtualmente unánime de la constitución. La Comisión del Alto Comisionado Británico comentó que los votantes en el referéndum del NDP parecían estar sujetos a intimidación por parte de los funcionarios del NDP que llevaban a cabo el ejercicio, y que los votos no parecían ser secretos. El Partido Nacional de Zimbabwe rival calificó la encuesta del NDP de "falsa" y dijo que estaba diseñada "para engañar al pueblo africano". Hubo muchos casos de personas que enviaron múltiples votos: dos blancos dijeron a la prensa que habían votado dos veces y un hombre negro anunció con orgullo que había votado 11 veces. Después de que el gobierno publicara los resultados del referéndum oficial, el NDP anunció que su encuesta había obtenido 467,189 votos en contra de la constitución y solo 584 a favor, lo que representaba una mayoría reportada de aproximadamente el 99.9% en contra. Según el historiador J.R.T. Wood, el referéndum del NDP "tenía características de farsa"; destaca el hecho de que la huelga general de trabajadores negros convocada por el NDP para el día siguiente fue seguida por menos del 10% de la fuerza laboral negra.